# 小野市立小野特別支援学校
小野市立小野特別支援学校（おのしりつ おのとくべつしえんがっこう）は、兵庫県小野市昭和町にある公立特別支援学校。知的障害を抱える児童・生徒を教育対象とする。

## 設置学部
- 小学部
- 中学部

## 歴史
- 1975年（昭和50年）4月 ‐ 小野市立小野小学校の敷地内で開校。
- 1984年（昭和59年）4月 ‐ 現在地に移転。
- 2007年（平成19年）4月 ‐ 学校名を「小野市立小野養護学校」から「小野市立小野特別支援学校」に変更。